# Mary E. Petrich (brod)
Mary E. Petrich je najveći tunolovac udičar.[Je li ikad napravljen veći i kad?] Nosi ime prema Mary E. Petrich, pokojnoj supruzi hrvatskog iseljenika, rodom iz Starog Grada na otoku Hvaru, brodograditelja iz SAD-a Martina Anthonyja Petricha.

## Gradnja
Sagrađen je u njegovom brodogradilištu Western Boat Building Company u Tacomi, američka savezna država Washington. Blagoslovljen je 5. srpnja 1949. godine. Na probnoj je plovidbi brod primio 150 gostiju, među njima i gradonačelnika Tacome. Nakon što je bio izgrađen do kraja, otplovio je na prvu plovidbu u Panamu.
Porinut je 16. ožujka 1949. godine. 

## Tehničke osobine
Dužine je 149,5 stopa, unutarbrodski dizelski motor Fairbanks-Moorse snage 1600 KS, kormilo od 34 stope. Može primiti 35 osoba. Trošak izgradnje bio je 500 tisuća dolara. Mogao je razviti brzinu od 13,5 čvorova. Mogao je ribariti tunjeve u australskom pomorju, što dotad nikad nisu činila plovila koja su bila projektirana za američku obalu. Brod može prevoziti 450 tona tune koju može brzo zamrznuti. Brod ima električni kontrolni centar. 
Unutar broda nalazi se kapelica.

## Vanjske poveznice
- Javna knjižnica u Tacomi, Washington, zbirka Richards Studio, fotografija sprijeda
- Javna knjižnica u Tacomi, Washington, zbirka Richards Studio[neaktivna poveznica], fotografija zapovjednog mosta: kormilo, komunikacijska oprema
- Javna knjižnica u Tacomi, Washington, zbirka Richards Studio[neaktivna poveznica], fotografija gornje palube